# Museo Municipal de El Puerto de Santa María

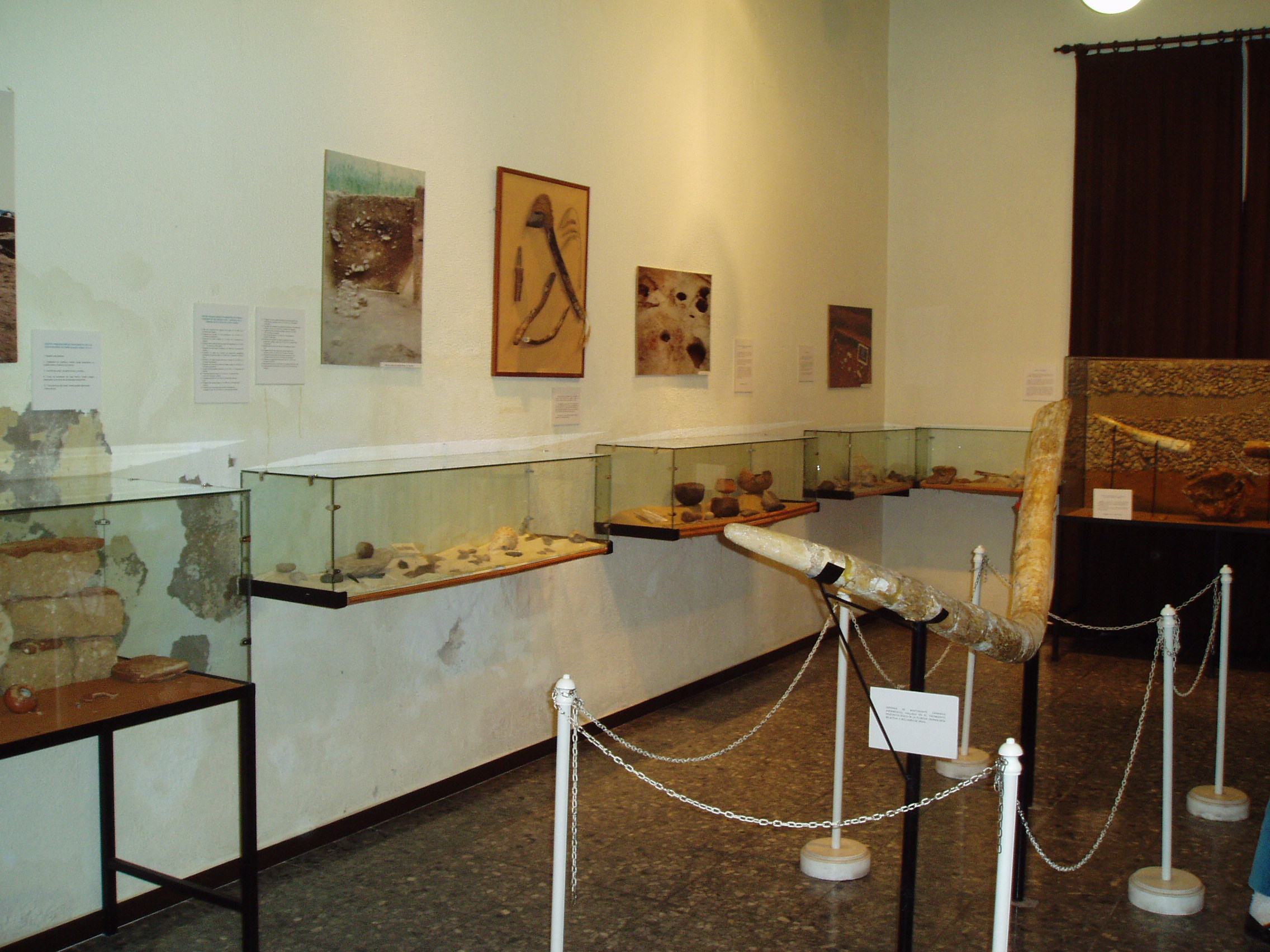
Museo arqueológico municipal, con el colmillo de mastodonte en primer plano.

El Museo Municipal de El Puerto de Santa María es un museo de fundado en 1980 por Francisco Giles Pacheco y que abrió sus puertas dos años más tarde; su principal objetivo es la conservación y exposición del patrimonio histórico y artístico de El Puerto de Santa María. En 1997 se inscribe dentro del Registro de Museos de Andalucía.

## Sede
Instalado desde sus inicios de manera provisional en la planta baja de la Academia de Bellas Artes de Santa Cecilia, se quiso montar definitivamente en el Palacio de Valdivieso, si bien el destino definitivo de la colección será el Hospital de la Divina Providencia, popularmente conocido en la ciudad como el Hospitalito, un edificio neoclásico de 1753 en el Barrio Alto. Actualmente en este edificio se muestran piezas visigodas y provenientes de las alquerías andalusíes portuenses, así como cerámicas de los ss. XVI-XVII.

## Estructura
El Museo cuenta con un Departamento de Conservación y Restauración, activo en toda la provincia de Cádiz y Gibraltar, y posee dos secciones principales: Arqueología y Bellas Artes.
De la primera destacan las muestras de la Paleontología local (cetáceos, escualos, mastodontes); diversas piezas paleolíticas provenientes de El Aculadero; del Neolítico-Calcolítico, materiales de los yacimientos de Pocito Chico y Cantarranas; restos del yacimiento de Doña Blanca y la necrópolis de Las Cumbres, en la Sierra de San Cristóbal. Del periodo hispanorromano destacan diversos enterramientos, alfares de ánforas, etc.
Dentro de la sección de Bellas Artes destacan las obras de pintores y escultores locales como Francisco Lameyer y Berenguer, Eulogio Varela Sartorio, Enrique Ochoa, Fernando Jesús, Juan Lara, Manolo Prieto, así como parte de la obra gráfica del poeta Rafael Alberti.

### Sala Museo Hospitalito

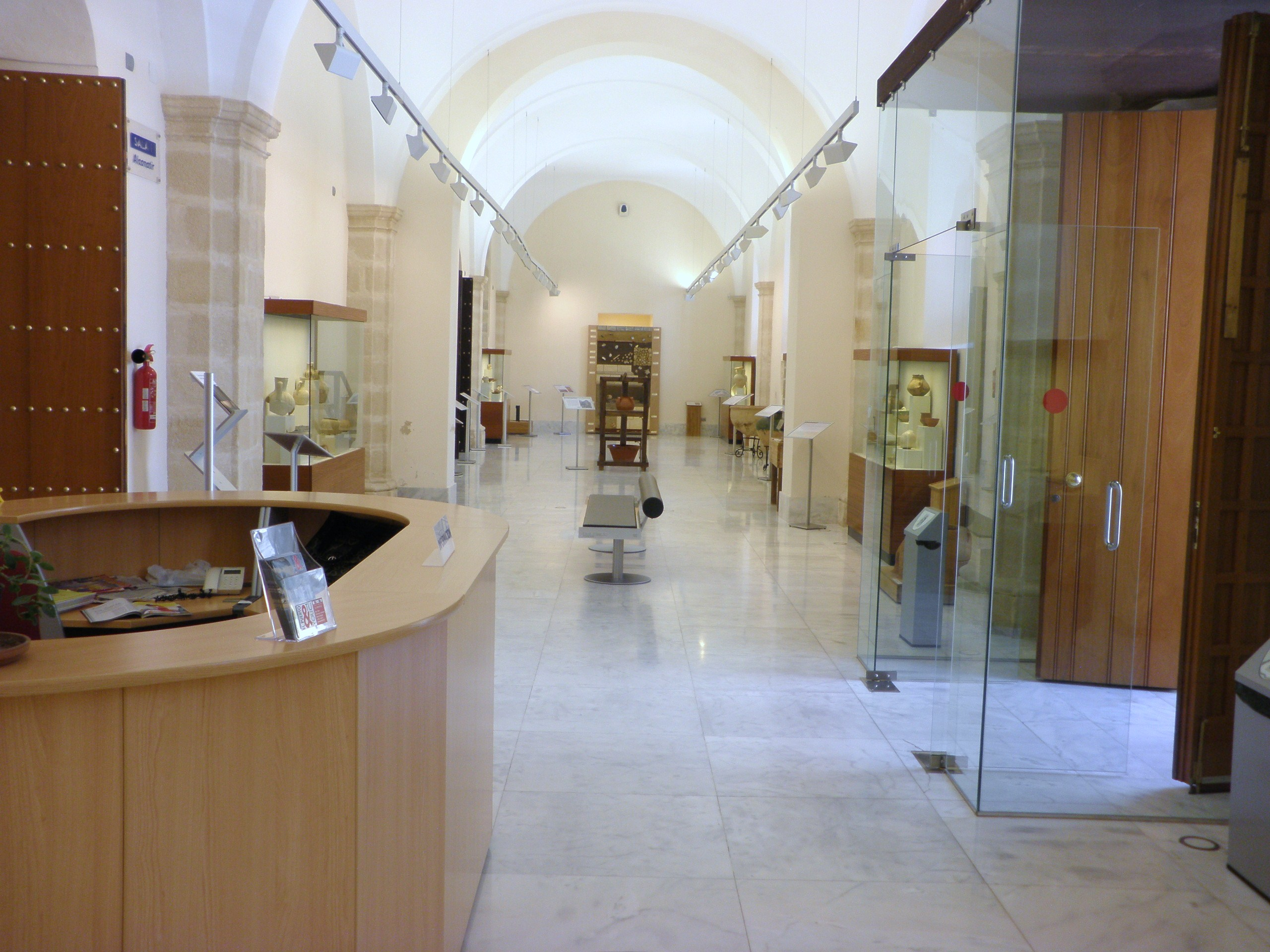
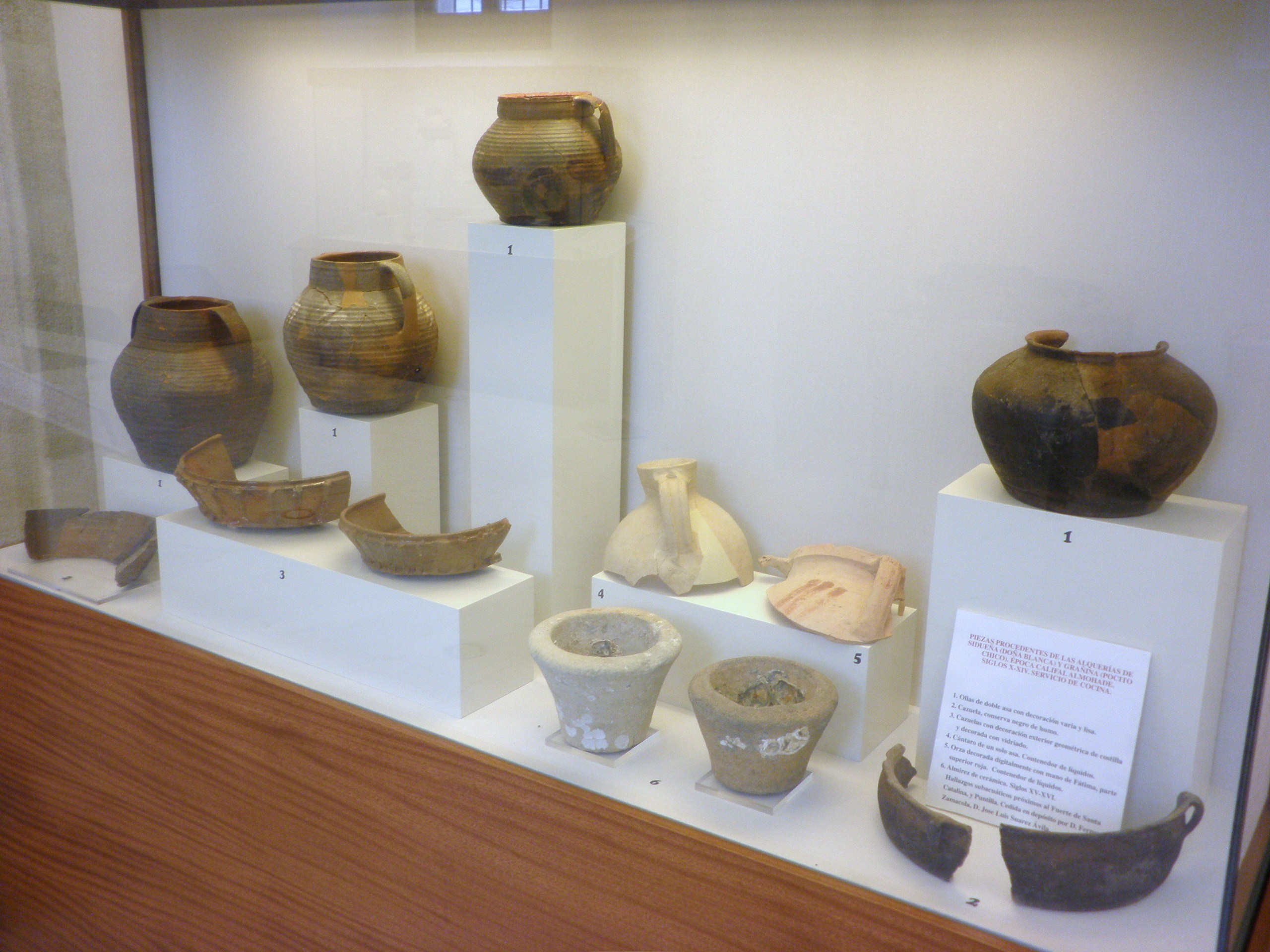
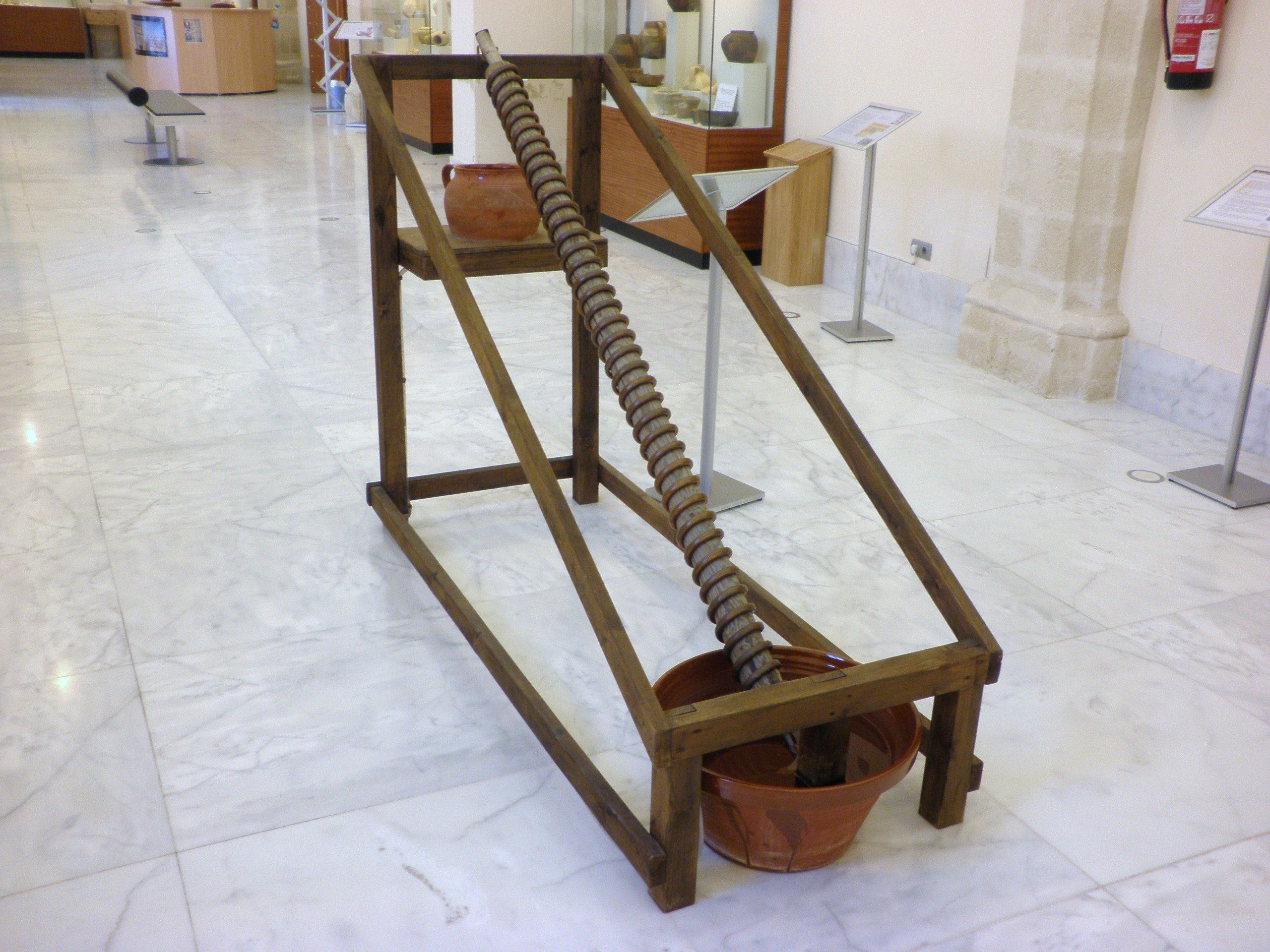
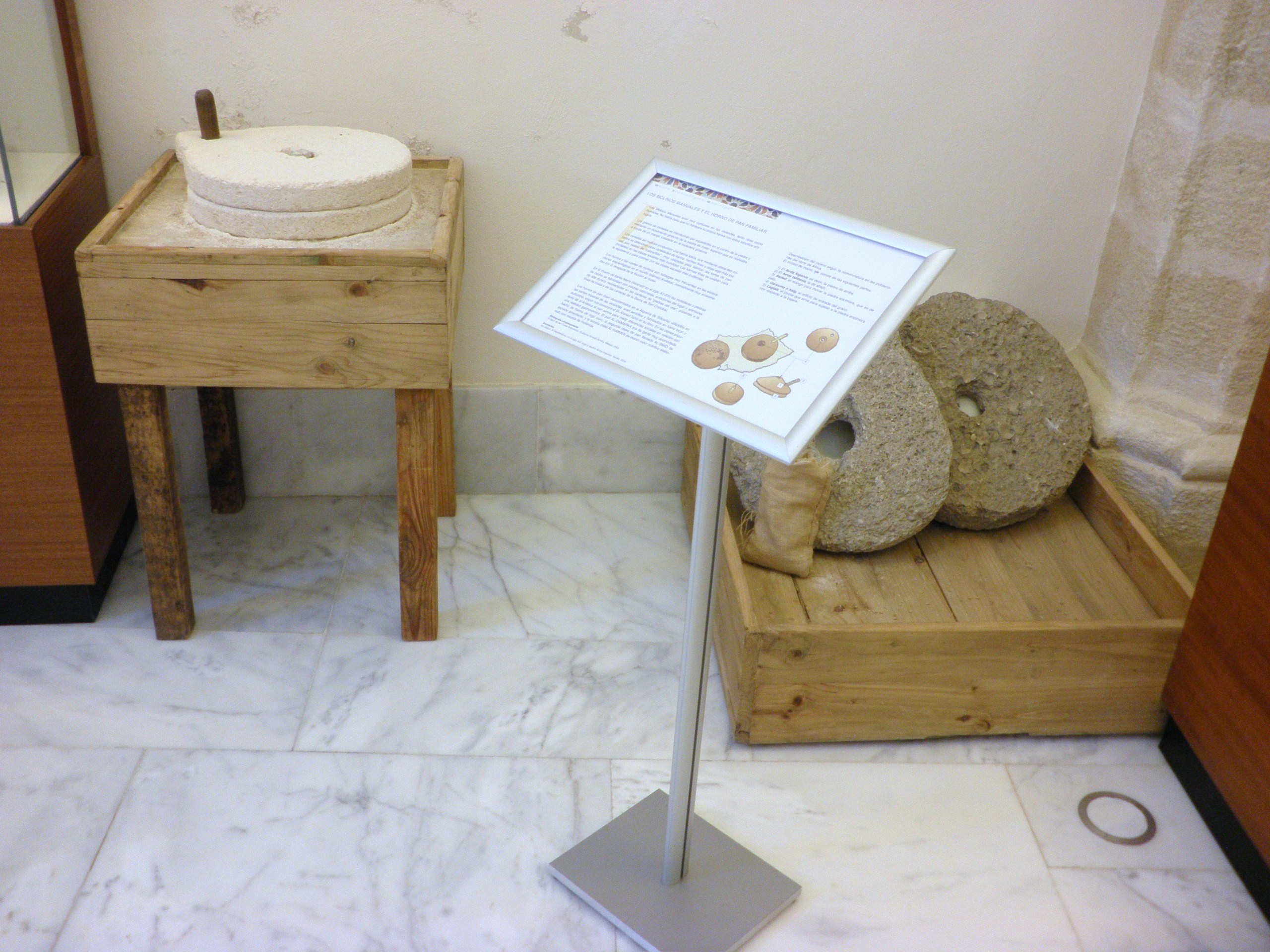

## Actividades
El Museo lidera actividades científicas, como las realizadas yacimiento paleontológico de El Manantial